# Las Palmas, Cazones de Herrera
Las Palmas är en ort i Mexiko.   Den ligger i kommunen Cazones de Herrera och delstaten Veracruz, i den sydöstra delen av landet, 240 km nordost om huvudstaden Mexico City. Las Palmas ligger 50 meter över havet och antalet invånare är 294.
Terrängen runt Las Palmas är platt. Havet är nära Las Palmas österut.  Närmaste större samhälle är Cazones de Herrera, 7,4 km väster om Las Palmas. 